# Condado de Ventimiglia
El condado de Ventimiglia fue un estado feudal dependiente del Reino de Italia y del Sacro Imperio Romano Germánico, existente en Liguria durante el Alto Medioevo.

## Territorio
El territorio comprendía muchos de los actuales comuni liguri en la provincia di Imperia, así como algunos comuni piamontesi en la provincia di Cuneo y los comuni franceses de las Alpi Marittime.
Además de Ventimiglia, que era la capital del condado, también incluía: Apricale, Arma, Badalucco, Bajardo, Belvedere, Breglio, Briga, Bussana, Campomarzio, Carpasio, Castellaro, Castiglione, Cipressa, Ceriana, Dho, Dolceacqua, Garessio, Gorbio, Limone Piemonte, Mendatica, La Menour (Moulinet en alta Valle Bevera), Monaco, Montalto, Montegrosso Pian Latte, Pietralata, Perinaldo, Pigna, Pornassio, Porto Maurizio, Prelà, Rezzo, Roccabruna, San Remo, Sant'Agnese, Santa Margherita di Peveragno, Saorgio, Seborga, Sospello,Taggia, Tenda, Terzorio, Triora, Venanzone, Villatalla e Vernante.
Los intereses de los condes se extendían también a Provenza, donde tenían 1/6 de la castellanía de Niza y varios castillos en el Alto País de Niza, en la cuenca hidrográfica de la Vésubie y sus afluentes. Además, Guglielmo II de Ventimiglia se casó con Guillemette de Castellane, hija de Bonifacio IV de Castellane, y dejó como dote a su hijo Bonifacio y a su sobrino Oberto II, quienes fueron llamados condes de Bussana en los 'Libri Iurium' genoveses. Eran primos de los poderosos barones provenzales de Castellane y tenían señoríos provenzales en Clermont, Opio, Chateauneuf y La Gard. Además, la madre de Bonifacio de Ventimiglia era de la familia de Fos, otro linaje de 'proceres' provenzales, copropietarios de Aix y dueños de las ricas salinas de Hyères, que pasaron bajo el control de la estricta administración angevina en 1259. En resumen, Bonifacio, quien se casó con Giulietta de Advocatis, de una familia líder en la facción guelfa genovesa, estaba en el centro de importantes relaciones e intereses económicos familiares que, partiendo de Génova y pasando por Piamonte, donde estableció alianzas con el Municipio de Asti, llegaban a la Provenza oriental.

## Historia
La fecha exacta de la fundación del Condado de Ventimiglia es incierta, y algunos la sitúan en un período no anterior al siglo VIII. Según un documento del papa Juan VIII, el marqués Adalberto I de Toscana en 879 aparece como vasallo de algunos condados en Provenza, entre los cuales se presume en la historiografía del siglo XIX que también se encontraba el de Ventimiglia, heredado de su padre Bonifacio, quien en 814 habría recibido la investidura del emperador Ludovico Pío.
En el año 889, piratas sarracenos establecieron un asentamiento permanente en Fraxinetum, cerca de la actual Saint-Tropez, como base para sus incursiones a lo largo de la costa y su constante penetración en los valles de los Alpes occidentales, incluyendo zonas más allá del Valle de Susa. Entre 973 y 983, la Provenza oriental y la Liguria occidental fueron liberadas de la presencia de los sarracenos de Fraxinetum. En esta región de Provenza se estableció el estado feudal del Condado de Provenza y en Liguria, el Condado de Ventimiglia, que estuvo subordinada a la Marca Arduinica y fue asignada a ella en el año 950.
Entorno al año 1002, el marqués Arduino de Ivrea habría asignado el Condado de Ventimiglia a un Oddone de la dinastía de los Aleramici, junto con las señorías de Briga, Saorgio y Tenda. Le sucedieron sus hijos Ottone († 1077) y Corrado († 1082), ambos condes de Ventimiglia, como se desprende de un documento de 1041 conservado en la Abadía de Lérins, aunque se menciona que son hijos de un Corrado. El Condado se extendía de manera continua desde los valles de los ríos Tinea, Vesubia y Lantosca -es decir, en la cuenca hidrográfica izquierda del río Var en Provenza, al norte del Condado de Niza- hasta los valles de Arroscia y del Maro al norte de Albenga, y hacia el norte incluía el distrito alpino de Tenda, en la zona de los actuales Alpes marítimos y Alpes ligures. Alrededor del año 1100, la misma castellanía de Niza quedó bajo el dominio de las dinastías de Ventimiglia, que establecieron vínculos con los castellanos locales.
La historiografía actual, siendo más cautelosa y basándose en un enfoque crítico actualizado, no sitúa el origen del condado más allá del siglo X:

Afortunadamente, existe otro documento. Como a menudo sucede en la antigüedad, conocemos los hechos de manera casi fortuita, de manera indirecta. La primera mención no es de un conde de Ventimiglia, sino del condado en sí, y proviene de un documento relacionado con la actual San Remo: en el año 962, un grupo de familias se dirige al obispo de Génova, Teodolfo, para solicitar la concesión de bienes de su iglesia de San Romolo ubicada en el condado de Vigintimiliense. Este dato parece incontrovertible. Pero los primeros nombres de los condes de Ventimiglia solo aparecen en 1039 en un documento genovés en el que figura Corrado, conde, hijo del difunto Corrado, también conde, quien declara vivir según la ley romana con hijos, hijas y herederos: está fechado en la época del reinado de Corrado II, rey de Italia, famoso por el edicto sobre los feudos. Sin embargo, no hay datos sobre sus antepasados: ¿eran toscanos de la época del rey Hugo? ¿O de la dinastía de los Arduinici? ¿Acompañaron al emperador Corrado II en la guerra para la conquista del reino de Borgoña, al igual que muchos nobles del norte de Italia?
M. Ascheri, I conti di Ventimiglia e le origini del comune di Ventimiglia, traducido del italiano

Recientemente se han identificado algunas pistas que podrían situar a Corrado y Ottone como hijos de Conrado de Ivrea, marqués de Ivrea de la dinastía anscarica y yerno de Arduino el Glabro. Naturalmente, dado que Corrado y Ottone vivieron alrededor del año 1000, no serían los mismos mencionados a partir de 1041, sino que pertenecerían a la generación anterior. Uno de ellos sería el mismo conde Corrado, hijo de Corrado, mencionado en 1039 y que ya había fallecido en 1041. El otro es Ottone, abogado imperial de la dinastía anscarica, también hijo de Corrado. Los historiadores académicos ya lo han identificado como hijo del marqués de Ivrea debido a sus intereses fundiarios en los territorios Ivrea y porque ostentaba el título de "dux" en el año 998, un título que hace referencia al cargo de su padre, Cono o Corrado, recientemente fallecido como duque de Spoleto. Sin embargo, la cuestión sigue abierta.
En 1146, los señores de Ventimiglia y la recién formada comuna de Ventimiglia fueron obligados militarmente a aceptar la soberanía feudal superior de la Comuna de Génova, aunque mantuvieron casi intacto su poder político, delegado por Génova, hasta mediados del siglo XIII. Las relaciones entre el Comune de Ventimiglia y los condes fueron variadas y no siempre conflictivas. En 1185, el Conde Otto III expresó su disposición a jurar lealtad al "compagna" del comune de Ventimiglia, mientras que sus nietos, Guglielmo II en 1222 y Manuele I en 1242, fueron elegidos para ocupar los cargos más altos en el mismo Comune de Ventimiglia; el primero como podestà y el segundo como capitán de los hombres de Ventimiglia.
Entre 1249 y 1258, como resultado de eventos bélicos tumultuosos y cambiantes, la ciudad y su distrito de Ventimiglia pasaron bajo el dominio directo de Génova. La desestructuración y fragmentación del condado continuó en 1258, cuando los Condes de Ventimiglia cedieron sus derechos sobre la zona occidental del condado al conde de Provenza, Carlos I de Anjou. A pesar de ello, las dinastías ventimiglianas continuaron denominándose "Condes de Ventimiglia", pero el condado se redujo a los distritos de Tenda, Briga, Castellaro, Saorgio, Breglio, Pigna, Rocchetta Nervina, Prelà, Gorbio, Castiglione, Limone Piemonte, Vernante y, en la costa, Roccabruna, Sant'Agnese y Bussana, además de gran parte del valle de Lantosca.

## Sucesión de los condes de Ventimiglia
| Nombre                         | Desde             | Hasta                | Notas |
| Corrado I                      | 1039              | 1041?                | hijo del conde Corrado, esposo de Adelaide |
| Otto I                         | 1041              | 1078?                | hijo de Corrado I, esposo de Donella, hija del marqués Alberto (de Savona?) |
| Corrado II                     | 1041              | 1078?                | hijo de Corrado I, esposo de Armellina |
| Corrado III                    | 1082              |                      | hijo de Corrado II, se casa con Odila, hija de Laugerio Rostagno, vizconde de Niza, con una dote del 1/6 de la respectiva castellanía; posiblemente hermano de Corrado III es el conde Istofredo Spedaldo, mencionado en 1079 |
| Otto II                        | 1082              |                      | probablemente hijo de Otto I; primo de Guglielmo, Oberto, Giovanni y Mauro, hijos de Corrado II. Guglielmo se casa con Tiburga de Rambaldo, vizconde de Niza |
| Guglielmo Berengario           | 1110?             | 1159?                | hijo de Guglielmo y Tiburga de Niza; hermano del conde Ponzio; con su primo Rostagno de Rambaldo, de los vizcondes de Niza, dona el Camars (Campus Martius) de Niza a la diócesis local en 1144; a partir de su testamento del 7 de mayo de 1159, sabemos que es hijo de Guglielmo y nieto del conde Corrado II. Según la genealogía de Cais de Pierlas, fue el progenitor de los Balbo di Glandèves. |
| Alfonso                        | 1110              | 1125                 | probablemente hijo de Otto II, señor de territorios entre Arma di Taggia y Finale Ligure, desde el Paso de los Alpes hasta el mar (marca de Albenga) |
| Oberto I                       | 1102              | 1157?                | probablemente hijo de Otto II |
| Guido Guerra                   | 1146              | 1167?                | hijo de Oberto I, esposo de Ferraria (de Albisola?); los hijos de Guido Guerra, Corrado (fallecido en 1185), Oberto Gualdo y Giacomina, son excluidos de la sucesión |
| Otto III                       | 1146              | 1200?                | hijo de Oberto I |
| Guglielmo I                    | 1192              | 1215?                | hijo de Otto II |
| Enrico I                       | 1185              | 1227?                | hijo de Otto II, fundador de los Ventimiglia del Maro |
| Guglielmo II "de Sevenco"      | 1217              | 1257?                | hijo de Guglielmo I, podestà del Comune de Ventimiglia en 1222, hermano de Oberto, conde de Badalucco (1220-1256, con Bussana, Montalto, Arma di Taggia, Castel San Giorgio, Campo Marzio, Dho/Castelvittorio, Triora, Andagna, Baiardo, Molini di Triora, Prelà, Rezzo, Carpasio, Mendatica etc.) |
| Manuele I                      | 1217              | 1253?                | hijo de Guglielmo I, capitán del Comune de Ventimiglia en 1242, fundador de la línea de los Ventimiglia de Marsella |
| Guglielmino o Guglielmo III    | 1225              | 1259                 | hijo de Guglielmo II, hermano de Guglielmo Pietro I, Pietro Balbo I, Raimondo Rostagno y Otto Sevenco; en su nombre y en el de sus hermanos, el 19 de enero de 1258, cede a Carlos I de Anjou, conde-marqués de Provenza, los derechos hereditarios sobre el condado de Ventimiglia, en particular los castillos de Sant'Agnese, Gorbio, Tenda, Briga, Castellar y Castiglione, la mitad de los castillos de La Menour y Quous, el valle de Lantosca, las propiedades de Roccabruna, Mónaco, San Remo y Ceriana, a cambio de mil libras tornesas y la herencia del difunto Giovanni Balbo di Glandèves (que posiblemente pertenecía a la línea de su ancestro Guglielmo Berengario, conde de Ventimiglia). Guglielmino, sin embargo, conserva la posesión de los castillos de Gorbio, Castellar y Sant'Agnese, y da origen a las líneas sucesivas de los Ventimiglia Lascaris de Castellar (que adoptan este apellido por sucesión femenina a los primos Lascaris de Briga), de Gorbio, de Conio y de Languedoc. |
| Guglielmo Pietro I             | 1249              | 1283?                | hijo de Guglielmo II, fundador de los Lascaris de Ventimiglia |
| Pietro Balbo I                 | 1249              | 1285                 | hijo de Guglielmo II, comparte la autoridad sobre el condado con su hermano y se convierte en el único titular en 1283; en 1285 es podestà del Comune de Tenda |
| Giovanni I Lascaris            | 1271              | 1323                 | hijo de Guglielmo Pietro I y Eudossia Lascaris |
| Guglielmo Pietro II Lascaris   | 1324              | 5 de julio de 1369   | hijo de Giovanni I, camarero del Reino de Sicilia/Nápoles en 1326, el 24 de septiembre de 1343 es la primera mención del título "comitem de Tenda", otorgado al conde de Ventimiglia por los jueces apostólicos de Aviñón. En el tratado firmado con el rey Luis de Anjou, el 14 de diciembre de 1352, Guglielmo Pietro II obtiene el reconocimiento formal angevino de su señorío en el Valle de Lantosca: es decir, los castillos y derechos de San Martino, Venanson, Roccabigliera y Belvedere. En una carta patente, escrita desde París probablemente en 1326, se le otorga la señoría del Maro, con Candeasco y Prelà, de la cual concede el gobierno y la capitanea a Filippo y Pietro Rubbini de Venecia, sus primos. |
| Pietro Balbo II Lascaris       | 1369              | 1411?                | hijo de Guglielmo Pietro II, hermano de Guglielmo Pietro III, vicario real de Marsella en 1402 y 1404 - y de Luigi, fundador de los Lascaris de Briga y Chateauneuf. El 20 de junio de 1385, Maria di Blois, reina de Nápoles y Sicilia, le concede a Pietro Balbo los feudos de Roure y Figette (Puget-Figette) en la diócesis de Glandèves. |
| Antonio Lascaris               | 1402              | 1440                 | hijo de Pietro Balbo II, hermano de Tommaso, Luchino, Marco, Giovanni y Emanuele. |
| Onorato I Lascaris 'el Grande' | 1439              | 5 de febrero de 1475 | hijo de Giovanni Antonio I, su hermano Pietro en 1437, se convierte en vasallo de Villeneuve-Loubet y reconstruye el castillo. |
| Giovanni Antonio II Lascaris   | 1460              | 13 de agosto de 1509 | hijo de Onorato I, se casa (24/6/1478) con Isabella d'Anglure de los vizcondes d'Estoges. La hija ilegítima Caterina se casa con Eleonor Lascaris de Chateauneuf y Conio. |
| Anna Lascaris 'la Gran Dama'   | noviembre de 1487 | 10 de julio de 1554  | hija de Giovanni Antonio II, hermana de Giacomo, y Valentina (fallecidos prematuramente), se casa en segundas nupcias a los catorce años con Renato de Saboya, al que aporta, en 1509, los condados de Ventimiglia, Tenda y Maro, así como las señorías de Limone Piemonte, Vernante, Prelà, Menton, Antibes, Villeneuve-Loubet, Cagnes, Lagarde, Chateau Montfort, etc. Gobernó el condado como viuda, desde el 31 de marzo de 1525 hasta el 19 de junio de 1554, poco antes de su muerte. Anna fue Primera Dama de Honor de su cuñada Luisa de Saboya, duquesa de Auvernia y regente de Francia, en la corte real de Amboise, y albergó al hijo de Luisa, Francisco I de Francia, en su suntuosa corte de Villeneuve-Loubet, junto con Carlos V y Pablo III, para las negociaciones del Tratado de Niza, en 1538. |

## Enlaces Externos
- L. Maccario. «LA CONTEA DI VENTIMIGLIA». Consultado el 4/12/2018. «Maccario».
- Girolamo Rossi (1900). «Dove si trovava il castello di Portiiola». Giornale storico e letterario della Liguria 1 (1-2): 376-380. «Rossi 1900».
- CSV-Centro studi ventimigliani. «Una signoria mediterranea. Studi, documenti e ricerche sulla Casa dei Conti di Ventimiglia (secoli X - XX)». Archivado desde el original el 25 de octubre de 2020. Consultado el 23 de diciembre de 2018.

- Datos: Q60836735